# دبليو. دبليو. إي. روس
دبليو. دبليو. إي. روس هو جيولوجي وشاعر كندي، ولد في 14 يونيو 1894 في بيتيربوروغ في كندا، وتوفي في 26 أغسطس 1966.